# Kopalnia Rammelsberg
Kopalnia Rammelsberg – dawna kopalnia rudy miedzi, cynku, srebra i ołowiu położona na stoku góry Rammelsberg (636 m n.p.m.) na południe od Goslaru w Dolnej Saksonii w środkowych Niemczech. Kopalnia Rammelsberg jako jedyna kopalnia rudy na świecie pracowała nieprzerwanie przez ponad 1000 lat (968-1988).
W 1992 kopalnia wraz ze średniowiecznym starym miastem w Goslarze zostały wpisane na listę dziedzictwa kulturowego UNESCO. W 2010 rozszerzono wpis o system urządzeń wodnych (kompleks stawów, kanałów, urządzeń wodnych) służących dawniej górnictwo, rozciągający się na pd. od Goslar i wokół miasta Clausthal-Zellerfeld.

## Historia

### Złoża
Złoża Rammelsbergu powstały w wyniku oddziaływania roztworów hydrotermalnych na skały osadowe. W okresie dewonu, gorące strumienie wód z dna niewielkiego morza, tzw. niecki Goslar-Wolfshagen, wyniosły na powierzchnię metale ciężkie, które skoncentrowały się tam warstwowo jako chalkopiryt, sfaleryt (blenda cynkowa) i galenit (błyszcz ołowiu). W ten sposób powstały dwa duże złoża o formie soczewkowej, które później w karbonie zostały poddane fałdowaniu i znalazły się we wnętrzu góry.

### Kopalnia
Pierwsze dokumenty traktujące o wydobyciu rud ze złoży Rammelsberg pochodzą z 968. Na podstawie badań archeologicznych uważa się, że prace wydobywcze mogły być tu prowadzone nawet 2000 lat wcześniej.
Wydobycie rozpoczęło się od złóż “Altes Lager”, odkrytych na powierzchni przez procesy erozyjne. Złoża “Neues Lager” zostały odkryte dopiero w XIX w. W Rammelsberg wydobywano głównie galenit, chalkopiryt, sfaleryt i baryt. Z rud tych otrzymywano srebro, ołów, miedź, cynk oraz złoto (od XVIII w.) Wydobycie i sprzedaż surowców przyczyniło się do szybkiego rozwoju i bogactwa miasta Goslar w okresie średniowiecza. Kopalnie należały początkowo do cesarza. Henryk II (973-1024) przeniósł jeden ze swoich pałaców (niem. Königspfalz) z Werli do Goslaru, by móc lepiej kontrolować produkcję srebra. Następnie kopalnie przeszły w posiadanie miasta Goslar. W XVI w. na mocy umowy z Riechenberg właścicielami Rammelsberga stali się książęta brunszwiccy, którzy zarządzali kopalnią aż do 1866, kiedy to Rammelsberg przeszedł w ręce Prus.
Kopalnia została znacznie rozbudowana przez narodowych socjalistów. W 1936-37 w ramach tzw. Projektu Rammelsberg powstał szyb Rammelsberg oraz zakład oczyszczania rudy autorstwa dwóch znanych architektów obiektów przemysłowych Fritza Schuppa i Martina Kremmera
Po ponad 1000 latach nieprzerwanej pracy i ok. 30 milionach ton wydobytych rud, kopalnia została zamknięta 30 czerwca 1988. Głównym powodem było wyczerpanie zasobów surowców. Obecnie znajduje się tu muzeum górnictwa.
W 1992 kopalnia wraz ze średniowiecznym starym miastem w Goslarze zostały wpisane na listę dziedzictwa kulturowego UNESCO. Muzeum i kopalnia są obecnie jednym z punktów kotwicznych na Europejskim Szlaku Dziedzictwa Przemysłowego (ang. European Route of Industrial Heritage (ERIH)).

## Legenda
Wedle legendy, nazwa góry pochodzi od imienia rycerza Ramma, towarzysza Karola Wielkiego. W czasie jednego z polowań Ramm uwiązał swojego konia do drzewa, udając się dalej za zwierzem pieszo. Niecierpliwiący się rumak grzebał kopytem w ziemi, aż odkrył pokłady rudy. Górę nazwano na cześć rycerza Rammelsbergiem a miasto u jej podnóży Goslarem, od imienia jego żony Gosy.

## Obiekty

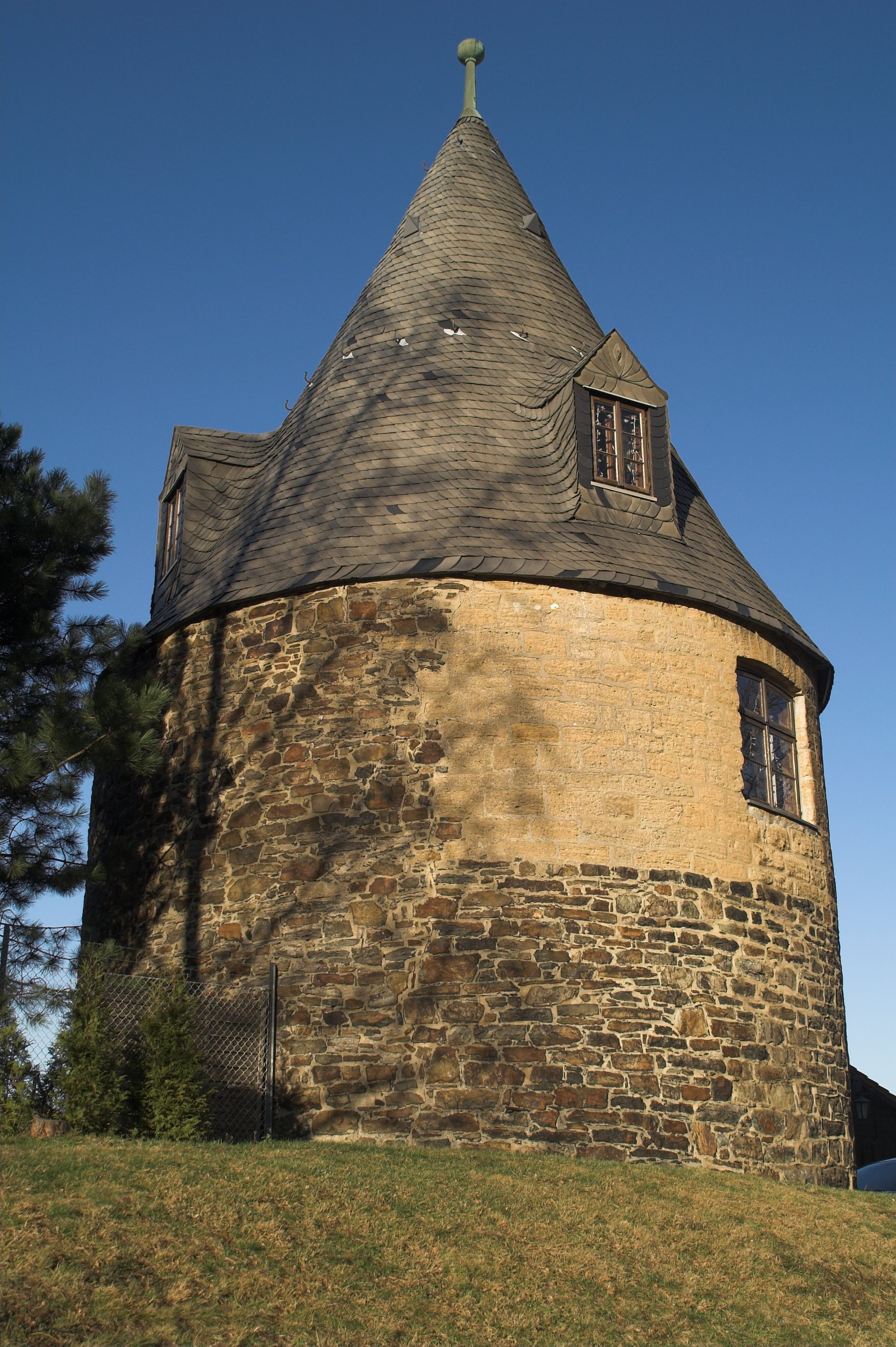
Wieża Maltermeisterturm

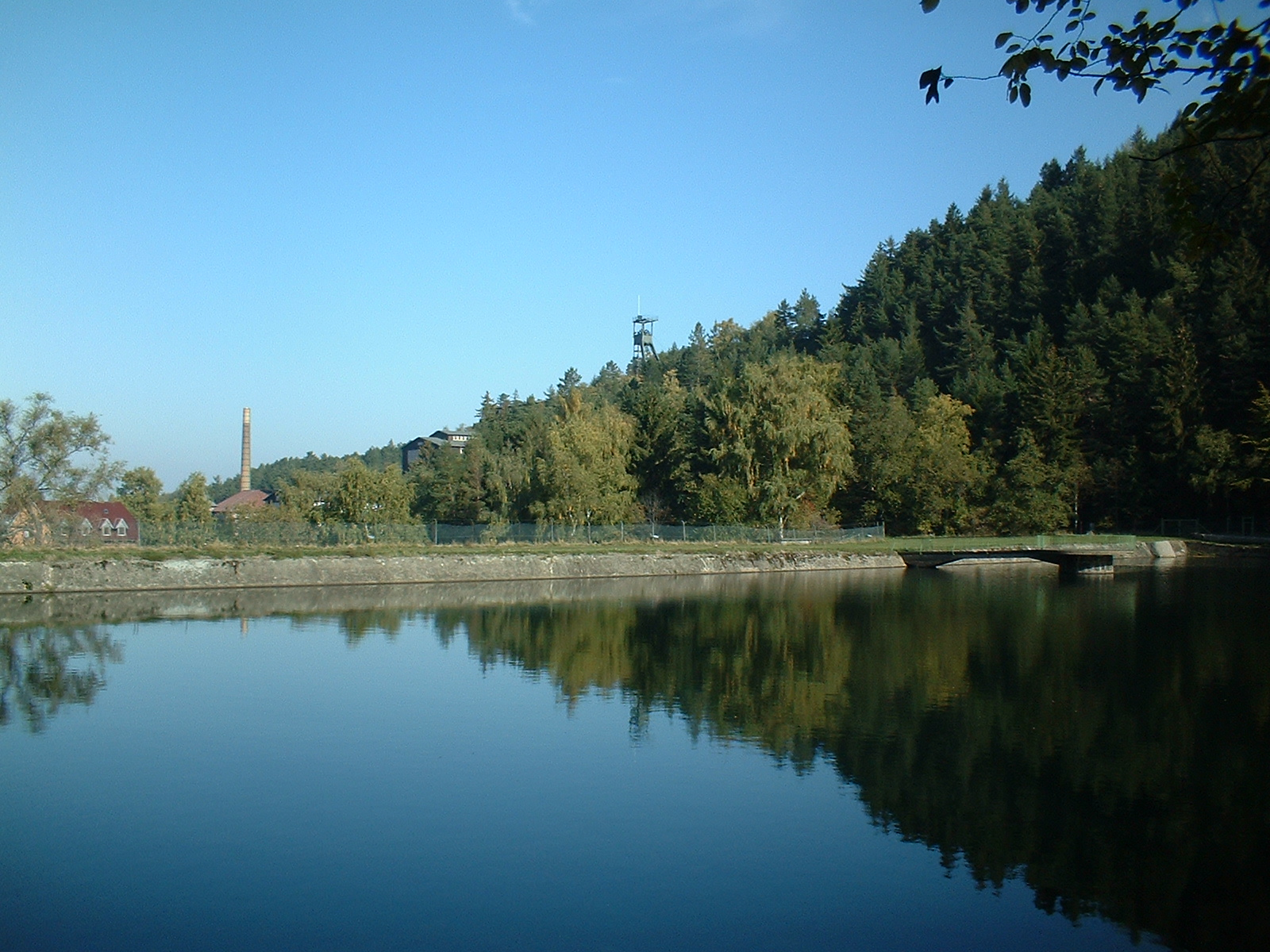
Staw Herzberger Teich i szyb Rammelsberg

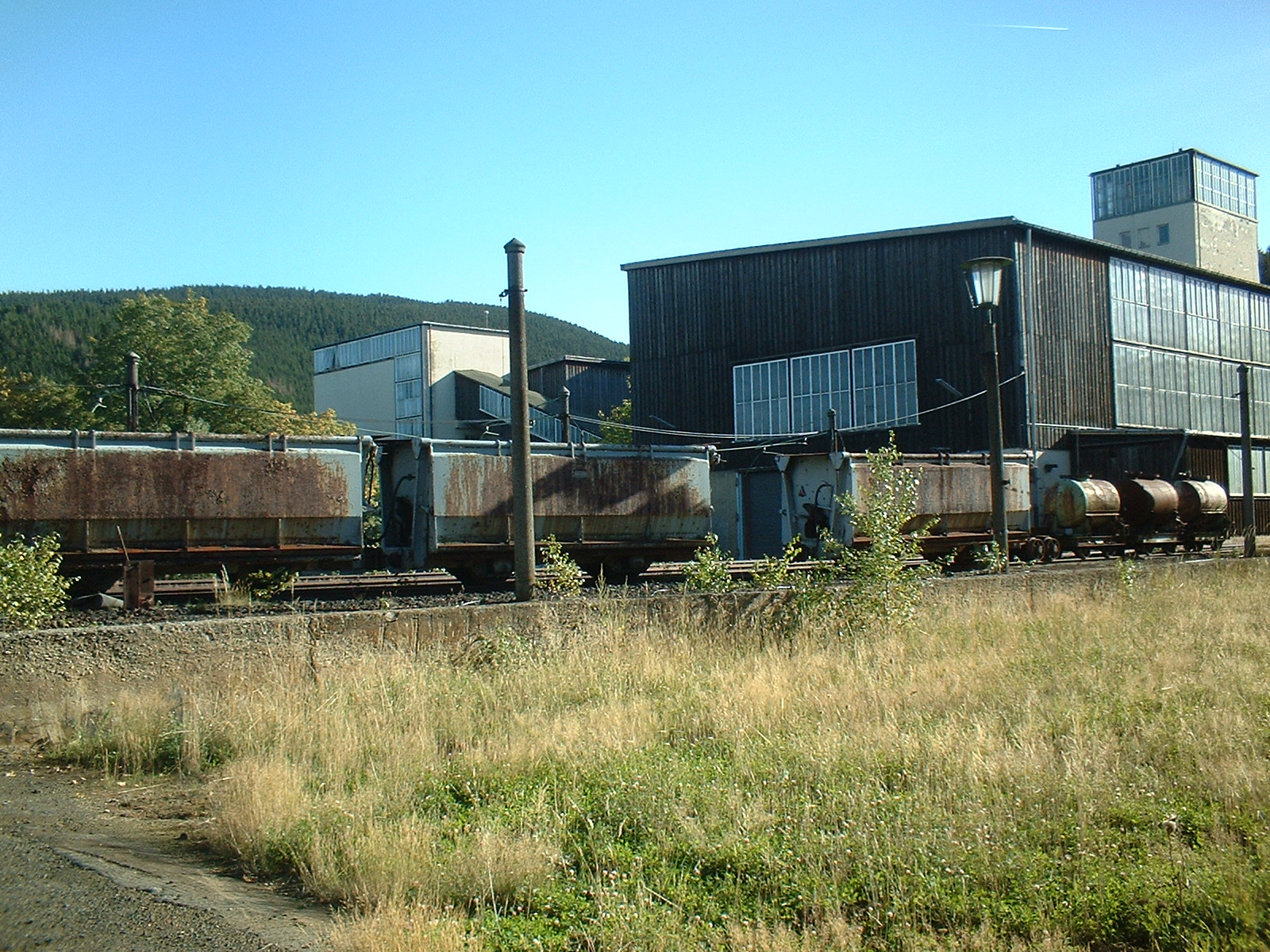
Zakład oczyszczania rudy w Bollrich

Na szczególną uwagę zasługują następujące części kopalni:
- sztolnia Roedera[3] z licznymi kołami wodnymi odprowadzającymi wody z kopalni oraz napędzającymi wydobycie rud na powierzchnię; kopia sztolni znajduje się w monachijskim muzeum techniki Deutsches Museum.
- skład na narzędzia gaśnicze (niem. das Feuergezäher Gewölbe), najstarsze obmurowane pomieszczenie kopalni w Europie Środkowej
- średniowieczna sztolnia Rathstiefste odprowadzająca wodę kopalnianą, z warstwą kolorowych witrioli
- budynek wjazdu na teren kopalni z XVIII w.
- wieża Maltermeisterturm, jeden z najstarszych budynków architektury przemysłowej na terenie Niemiec
- hałdy z XI i XII w.

## Maltermeisterturm
Wieża Maltermeisterturm jest najstarszym zachowanym budynkiem kopalni Rammelsberg na powierzchni, a zarazem jednym z najstarszych budynków architektury przemysłowej w Niemczech. Wieża została wzniesiona w ok. 1500 na średniowiecznej hałdzie na stoku Rammelsberg. Początkowo służyła nadzorowi kopalni. Od 1578 pełniła funkcję dzwonnicy.
Od połowy XVIII w. w wieży mieszkał tzw. Maltermeister odpowiedzialny za zasoby drewna dla codziennego funkcjonowania przedsiębiorstwa. Nazwa Maltermeister pochodzi od dawnej jednostki miary malter, używanej wówczas do mierzenia drewna.

## Herzberger Teich
Aby zapewnić odpowiednią ilość wody dla podziemnych napędowych kół wodnych, w 1561 r. założono sztuczny staw Herzberger Teich. Od 1926, kiedy podstawowym źródłem napędu stała się energia elektryczna, staw został zamieniony w kąpielisko SC Hellas Goslar.

## Zakład oczyszczania rudy w Bollrich
Boom gospodarczy oraz szybko rosnące ceny cynku i ołowiu przyczyniły się do rozpoczęcia w 1950 r. badań nad wykorzystaniem rud o mniejszej zawartości metali (ok. 25%). W 1953 wybudowano zakład oczyszczania rudy o niskiej zawartości metali w Bollrich za Oker. Projekt zakładu wykonał Fritz Schupp.